# Marcia per la pace Perugia-Assisi

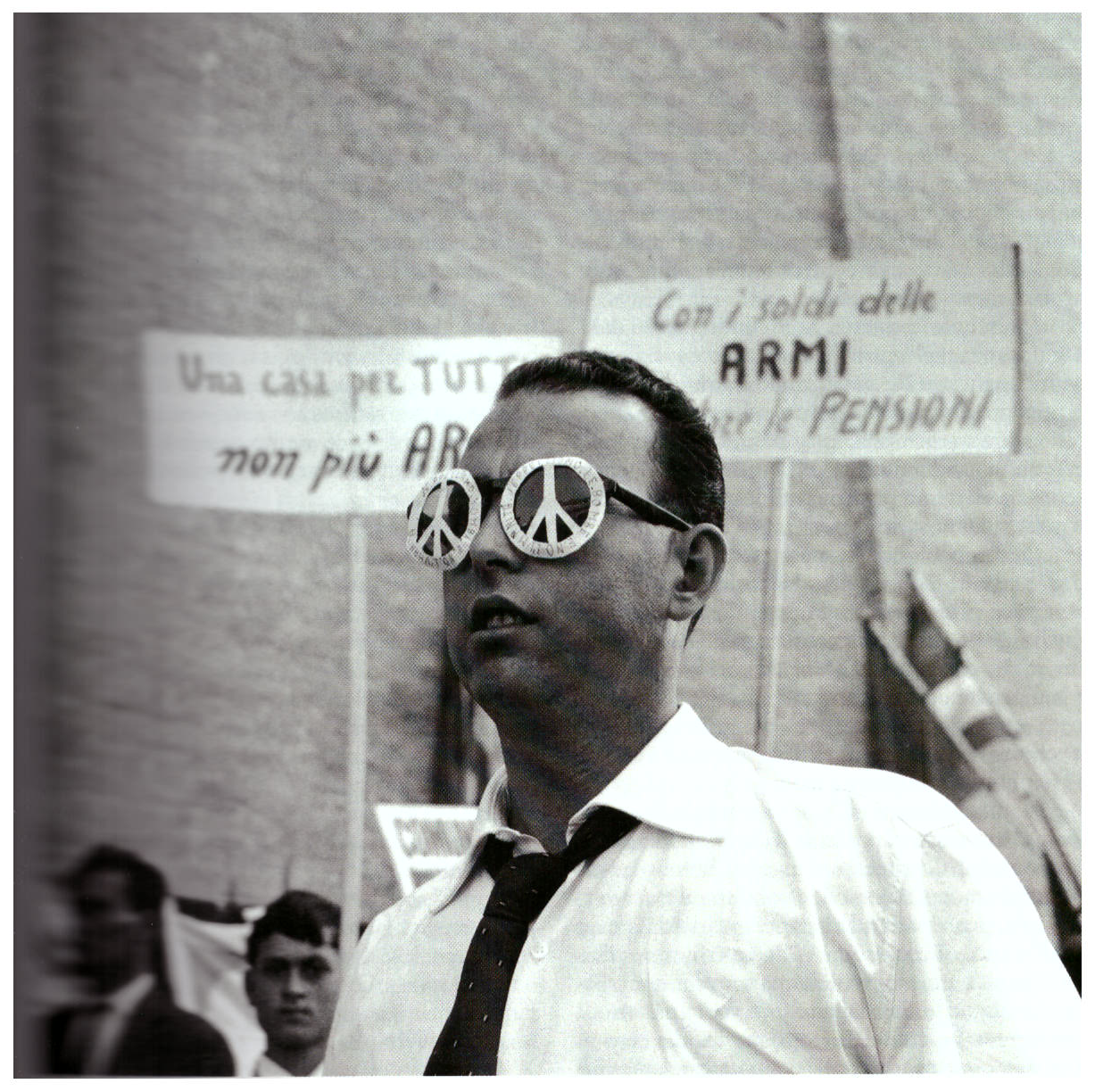
Un partecipante alla prima marcia per la pace, 1961

La Marcia per la pace Perugia - Assisi è una manifestazione del movimento pacifista italiano. Si svolge solitamente tra fine settembre e inizio ottobre, approssimativamente ogni due/tre anni, e si snoda per un percorso di circa 24 chilometri, da Perugia fino ad Assisi.

## La prima marcia
La prima marcia si svolse domenica 24 settembre 1961 su iniziativa di Aldo Capitini e voleva essere un corteo nonviolento che testimoniasse a favore della pace e della solidarietà dei popoli. Capitini prese spunto dai pacifisti anglosassoni che nel 1958, guidati dal filosofo Bertrand Russell, si radunarono ad Aldermaston per una protesta antinucleare. Ad Assisi sfilarono circa 20 000 persone tra cui Arturo Carlo Jemolo, Guido Piovene, Renato Guttuso ed Ernesto Rossi. In prima fila accanto a Capitini, Andrea Gaggero, Giovanni Arpino e Italo Calvino .
Nel libro Opposizione e liberazione Capitini descrisse l'esperienza della marcia: 
In questa occasione venne per la prima volta utilizzata la Bandiera della pace, simbolo dell'opposizione nonviolenta a tutte le guerre. All'indomani della prima Marcia Aldo Capitini fondò il Movimento Nonviolento.

## Le marce successive

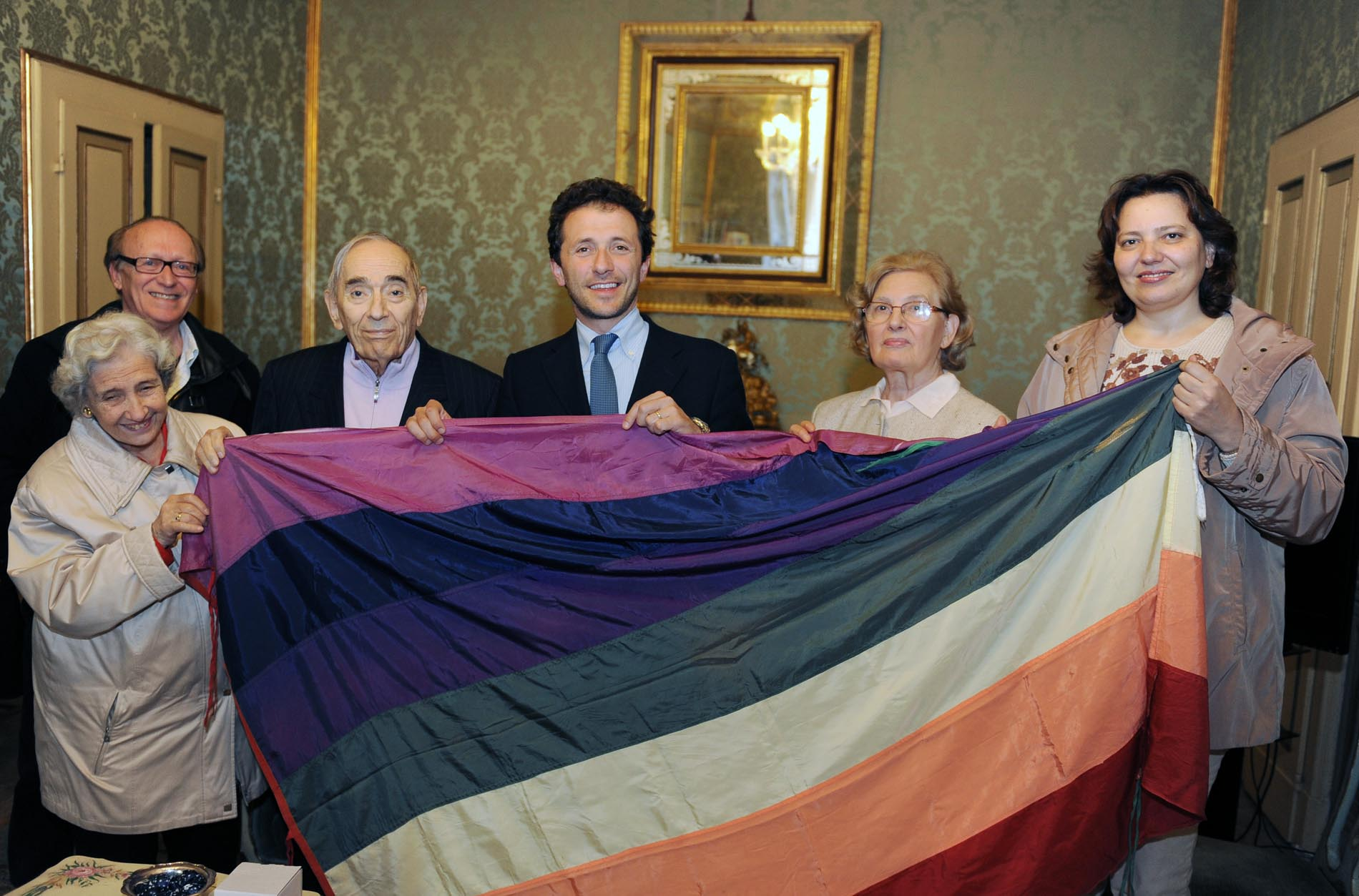
Bandiera della pace portata da Capitini nella prima marcia Perugia-Assisi attualmente custodita presso la Biblioteca San Matteo degli Armeni del comune di Perugia.

Il Movimento Nonviolento rifiutò, come richiesto da più associazioni, di rendere annuale la periodicità della marcia, per evitare di trasformarla in uno stanco rituale. La seconda (1978), alla quale parteciparono circa 15 000 persone , venne quindi organizzata in occasione del decimo anniversario della morte di Capitini, mentre la terza (1981), alla quale parteciparono tra le 70 e le 100 000 persone, avvenne per commemorare il ventesimo anniversario della prima.
La quarta marcia (1985) segnò una discontinuità dalle precedenti perché aveva sin dal titolo un preciso obiettivo politico: il blocco delle spese militari italiane attraverso una apposita campagna. Aderirono le confederazioni sindacali, il Partito Comunista e le Acli, che garantirono una presenza tra le 40 000 e le 50 000 persone .
A partire dalla quinta (1988), la paternità della marcia passò ad alcuni enti ed associazioni che diedero vita, nel 1996, alla Tavola della Pace. Il Movimento nonviolento ne organizzò una autonomamente nel 2000 cui parteciparono circa 5 000 persone. La più numerosa fu quella del 2001 cui parteciparono, secondo gli organizzatori, circa 350-400 000 persone .

## Cronologia delle Marce

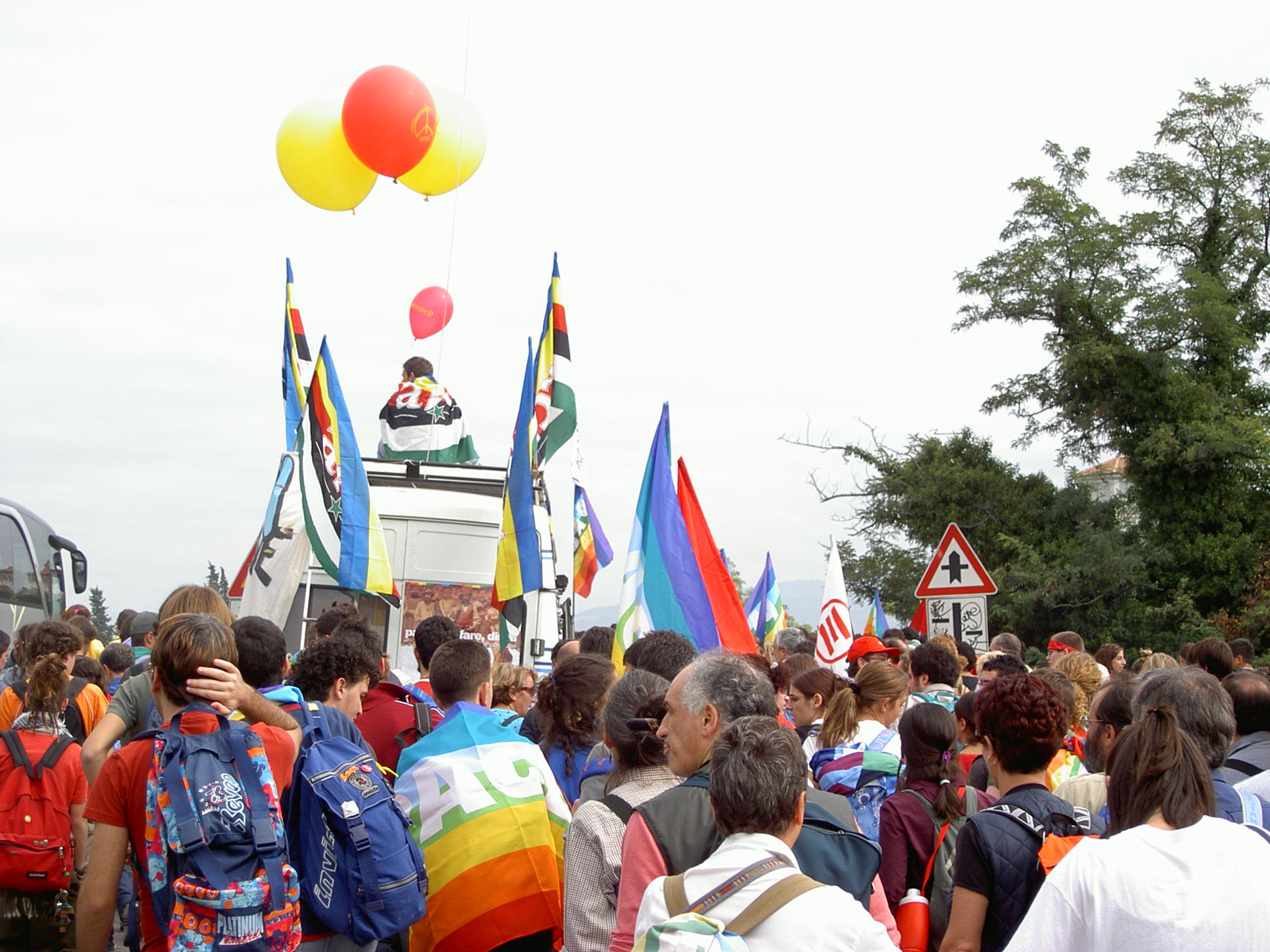
Marcia per la Pace Perugia - Assisi, 2003.

- I Marcia per la Pace - 24 settembre 1961 - Per la pace e la fratellanza tra i popoli
- II Marcia per la Pace - 24 settembre 1978 - Mille idee contro la guerra
- III Marcia per la Pace - 27 settembre 1981 - Contro la guerra: a ognuno di fare qualcosa
- IV Marcia per la Pace - 6 ottobre 1985 - Contro il riarmo, blocchiamo le spese militari
- V Marcia per la Pace - 2 ottobre 1988 - Per un'Europa nonviolenta
- VI Marcia per la Pace - 7 ottobre 1990 - In cammino per un mondo nuovo
- VII Marcia per la Pace - 1º novembre 1992 - Liberi dalla mafia, dalla corruzione e dalla violenza
- VIII Marcia per la Pace - 26 settembre 1993 - La guerra nell'ex Jugoslavia: fermiamola
- IX Marcia per la Pace - 24 settembre 1995 - Noi popoli delle Nazioni Unite
- X Marcia per la Pace - 12 ottobre 1997 - Noi popoli delle Nazioni Unite per un'economia di giustizia
- XI Marcia (straordinaria) per la Pace - 16 maggio 1999 - Contro la doppia guerra del Kosovo
- XII Marcia per la Pace - 26 settembre 1999 - Un altro mondo è possibile: costruiamolo insieme
- XIII Marcia per la pace - 24 settembre 2000 - Mai più eserciti e guerre
- XIV Marcia per la Pace - 14 ottobre 2001 - Cibo, acqua e lavoro per tutti
- XV Marcia (straordinaria) per la Pace - 12 maggio 2002 - Appello all'Europa: Per la Pace in Medio Oriente
- XVI Marcia per la Pace - 12 ottobre 2003 - Per un'Europa di pace
- XVII Marcia per la Pace - 11 settembre 2005 - Mettiamo al bando la miseria e la guerra. Riprendiamoci l'Onu. Io voglio, tu vuoi, noi possiamo
- XVIII Marcia per la Pace - 7 ottobre 2007 - Tutti i diritti umani per tutti
- XIX Marcia per la Pace - 16 maggio 2010 - Abbiamo bisogno di un'altra cultura!
- XX Marcia per la Pace - 25 settembre 2011 - Per la pace e la fratellanza dei popoli
- XXI Marcia per la Pace - 19 ottobre 2014 - Perugia-Assisi per la pace e la fraternità
- XXII Marcia per la Pace - 9 ottobre 2016 - Della pace della fraternità contro la rassegnazione e l'indifferenza che circondano le tragedie dei nostri giorni: guerre, migrazioni, terrorismo e violenze
- XXIII Marcia per la Pace - 7 ottobre 2018 - Osiamo la fraternità
- XXIV Marcia per la Pace - 11 ottobre 2020 - Per un'Economia di Pace e Fraternità
- XXV Marcia per la Pace - 10 ottobre 2021 - I Care
- XXVI Marcia per la Pace straordinaria - 24 aprile 2022 - Fermatevi! La guerra è un follia

Nel 1986 papa Giovanni Paolo II organizzò l'Incontro interreligioso di Assisi per la preghiera e il dialogo di pace.

San Francesco qui compose la preghiera per la pace e la giustizia, all'epoca durante la lite tra il Vescovo e il Podestà locali.

## Filmografia
- Servizio di RAI Storia sulla prima marcia[5]

## Altre Marce per la Pace
A somiglianza della Marcia Perugia-Assisi, sono state avviate altre marce, come ad esempio:
- Marcia della Pace della Romagna, camminando da Forlimpopoli a Bertinoro, con prodromo da Forlì (o da Cesena) a Forlimpopoli in bicicletta. La prima edizione si è svolta nel 2012.